# Humbert River
Der Humbert River ist ein Fluss im Nordwesten des australischen Territoriums Northern Territory. Häufig führt er in der Trockenzeit wenig oder gar kein Wasser.

## Geografie

### Flusslauf
Der Fluss entsteht im Zentrum des Gregory-Nationalparks aus dem Horse Creek. Er fließt nach Osten und erreicht am Ostrand des Nationalparks die Siedlung Humbert River. Etwa zehn Kilometer östlich, auf halbem Weg zur Aboriginessiedlung Yarralin, mündet der Humbert River in den Wickham River.

### Nebenflüsse mit Mündungshöhen
Die Karte des Humbert River auf Bonzle.com weist folgende Daten aus:
- Horse Creek – 167 m
- Peter Creek – 112 m